# Sala d'aspetto

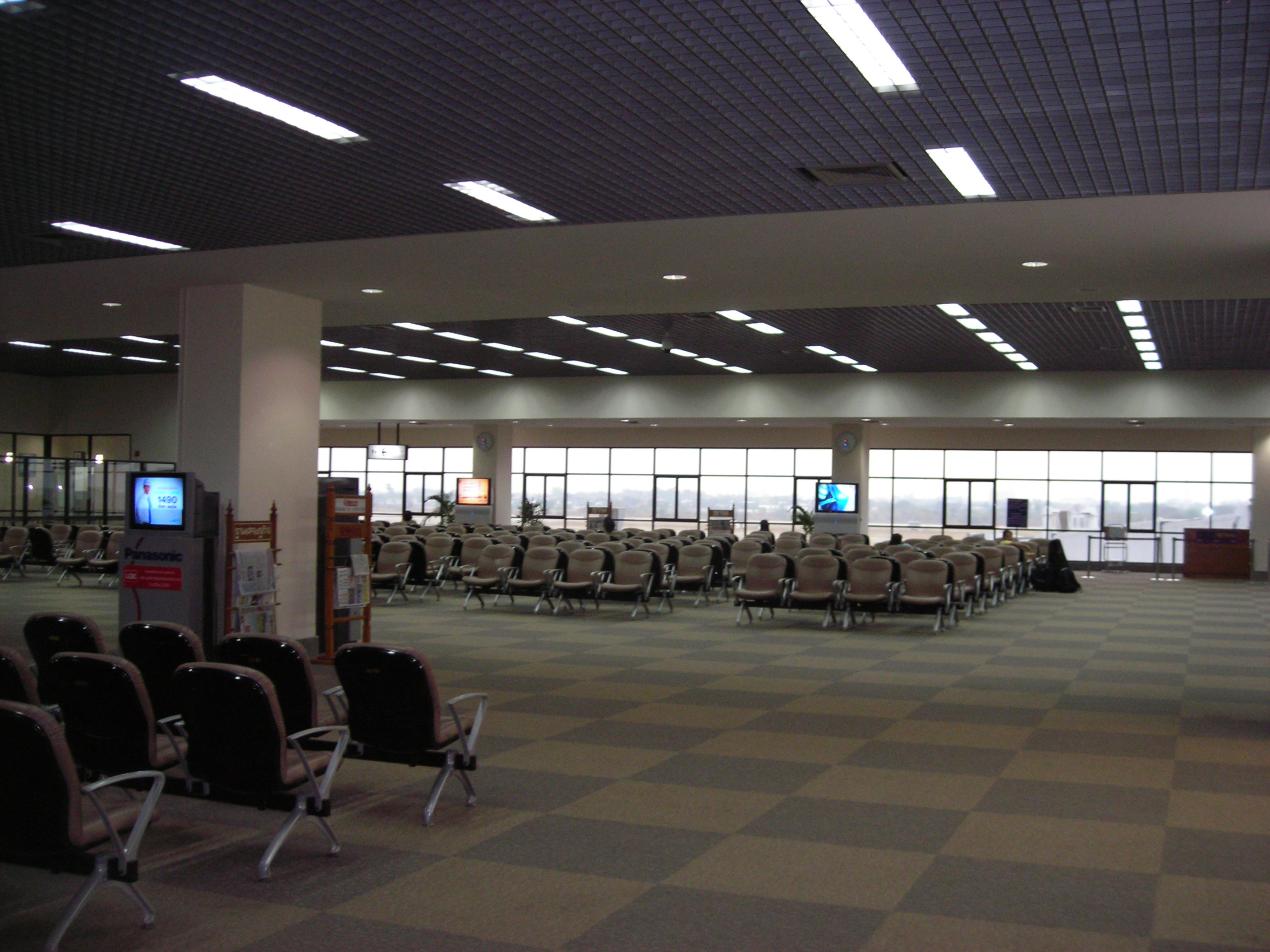
Una sala d'attesa per passeggeri nell'aeroporto internazionale di Udon Thani, in Thailandia

Una sala d'attesa (o sala d'aspetto) è il luogo di un edificio in cui gli individui sostano durante l'attesa di un appuntamento o un evento.
Sono presenti negli ospedali, negli studi clinici, nelle scuole, nelle stazioni e negli aeroporti. 
In ambito digitale le sale d'attesa si possono trovare all'interno di videogiochi e in applicazioni per videoconferenze online come Zoom e Meet; in quest'ultimo caso si tratta di sale d'attesa virtuali nelle quali i partecipanti possono restare in attesa finché l'organizzatore non autorizzi loro l'ingresso nella riunione.

## Servizi
Le sale d'attesa comprendono il più delle volte dei posti a sedere; in aggiunta sono spesso dotate di vari servizi e comodità come giornali e riviste, gabinetti, distributori automatici, un televisore, della musica, prese elettriche e Wi-Fi gratuita. Talvolta negli aeroporti e nelle stazioni sono anche presenti delle sale d'attesa speciali, solitamente chiamate lounge, accessibili a coloro che hanno pagato un costo maggiore. Le lounge sono generalmente meno affollate e offrono un servizio migliore, a volte con bevande e stuzzichini in omaggio.